# 單帶玉米捲管螺
單帶玉米捲管螺（学名：Inquisitor nudivaricosus）为捲管螺科玉米捲管螺屬下的一个种。

## 扩展阅读
- 維基物種上的相關：單帶玉米捲管螺